# Philip Wiström
Philip Michael Wiström, född 16 maj 1992, är en svensk fotbollsspelare som spelar för Vasalunds IF.

## Klubbkarriär
Wiströms moderklubb är Turebergs IF. Därefter spelade han för Sollentuna FK.
Inför säsongen 2014 värvades Wiström av IK Frej, där han skrev på ett tvåårskontrakt. I december 2015 förlängde Wiström sitt kontrakt med två år. I december 2017 förlängde han sitt kontrakt med ett år.
I november 2018 värvades Wiström av Jönköpings Södra, där han skrev på ett treårskontrakt. I en Svenska cupen-match mot Norrby IF den 2 mars 2019 utgick Wiström skadad i första halvlek. Det meddelades senare att han dragit på sig en korsbandsskada och därav missade resten av säsongen 2019. Efter säsongen 2020 lämnade Wiström klubben.
I januari 2021 värvades Wiström av Vasalunds IF.

## Karriärstatistik
| Klubb              | Säsong             | Liga                      | Liga    | Liga | Svenska cupen | Svenska cupen | Övrigt  | Övrigt | Totalt  | Totalt |
| Klubb              | Säsong             | Division                  | Matcher | Mål  | Matcher       | Mål           | Matcher | Mål    | Matcher | Mål    |
| ------------------ | ------------------ | ------------------------- | ------- | ---- | ------------- | ------------- | ------- | ------ | ------- | ------ |
| Sollentuna FK      | 2011               | Division 2 Norra Svealand | 3       | 0    | 0             | 0             | —       | —      | 3       | 0      |
| Sollentuna FK      | 2012               | Division 2 Norra Svealand | 4       | 0    | 1             | 0             | —       | —      | 5       | 0      |
| Sollentuna FK      | 2013               | Division 2 Norra Svealand | 13      | 0    | 1             | 0             | —       | —      | 14      | 0      |
| Sollentuna FK      | Totalt             | Totalt                    | 20      | 0    | 2             | 0             | —       | —      | 22      | 0      |
| IK Frej            | 2014               | Division 1 Norra          | 21      | 1    | 2             | 1             | 1       | 0      | 24      | 2      |
| IK Frej            | 2015               | Superettan                | 21      | 1    | 3             | 0             | 2       | 0      | 26      | 1      |
| IK Frej            | 2016               | Superettan                | 29      | 2    | 2             | 0             | —       | —      | 31      | 2      |
| IK Frej            | 2017               | Superettan                | 20      | 2    | 1             | 0             | 2       | 0      | 23      | 2      |
| IK Frej            | 2018               | Superettan                | 23      | 1    | 4             | 0             | —       | —      | 27      | 1      |
| IK Frej            | Totalt             | Totalt                    | 114     | 7    | 12            | 1             | 5       | 0      | 131     | 8      |
| Jönköpings Södra   | 2019               | Superettan                | 0       | 0    | 3             | 0             | —       | —      | 3       | 0      |
| Jönköpings Södra   | 2020               | Superettan                | 6       | 0    | 0             | 0             | —       | —      | 6       | 0      |
| Jönköpings Södra   | Totalt             | Totalt                    | 6       | 0    | 3             | 0             | —       | —      | 9       | 0      |
| Vasalunds IF       | 2021               | Superettan                | 1       | 0    | 0             | 0             | —       | —      | 1       | 0      |
| Totalt i karriären | Totalt i karriären | Totalt i karriären        | 141     | 7    | 17            | 1             | 5       | 0      | 163     | 8      |

1. ↑  Uppflyttningskvalmatch mot Östers IF.[11]
2. ↑  Nedflyttningskvalmatcher mot Akropolis IF.[12][13]
3. ↑  Nedflyttningskvalmatcher mot Akropolis IF.[14][15]